# Annabeth Gish
Annabeth Gish, rodným jménem Anne Elizabeth Gish (* 13. března 1971 Albuquerque) je americká herečka. Její první role byla ve filmu Květ pouště z roku 1986. Později hrála v mnoha dalších filmech, mezi které patří například Mystic Pizza (1988), Supersvůdníci 2 (2002) a Celestinské proroctví (2006). V letech 2013 až 2014 hrála v televizním seriálu The Bridge postavu jménem Charlotte Millwright.